# Révolution et Justice
Révolution et Justice (Revolução e Justiça) é um grupo armado envolvido na guerra civil centro-africana.
Révolution et Justice afirma existir politicamente desde agosto de 2013, nega ser um grupo rebelde e declara ter comitês de simpatizantes que se estendem dentro de um triângulo que liga Kaga-Bandoro, Bangui e Bocaranga. Alguns meses após a sua criação, o movimento adquiriu um braço armado; as Forces Spéciales de Révolution Justice (FS-RJ), lideradas pelo comandante Armel Sayo.
Em 2013, o mercenário belga François Toussaint, também apelidado de "David Ngoy" ou "Kalonda Omanyama", juntou-se a Armel Sayo nos Camarões e tornou-se conselheiro militar do movimento. Em novembro, os dois homens entraram na República Centro-Africana e estabeleceram um campo de treinamento na região de Paoua. O Révolution et Justice então recrutou mais de mil homens, principalmente jovens da área circundante, e apoderou-se de algumas localidades no noroeste.
Sem ser o aliado dos anti-balakas, nem apoiar o retorno ao poder de François Bozizé, o movimento armado Revolução e Justiça é particularmente hostil aos Selekas e se opõe aos peúles. Armel Sayo e François Toussaint fundem os Selekas com os jihadistas e afirmam que estes últimos são susceptíveis de promover a chegada do Boko Haram na República Centro-Africana. Em 20 de fevereiro, o movimento Revolução e Justiça também afirmou ter capturado dois homens do Boko Haram em Sido, no norte do país.
Révolution et Justice publica diversos comunicados de imprensa nos quais afirma ter vencido várias batalhas contra os Selekas. Segundo eles, venceram no dia 17 de janeiro entre Boguila e Goré. No dia 19, ocorreu um novo confronto em Sido, entre Markounda e Bossangoa. No dia 22, o FS-RJ declarou ter matado 22 combatentes do Seleka em Boguila após dois dias de combates contra nenhuma baixa em suas fileiras, e depois capturado Bodjomo.
Em 24 de janeiro, o movimento Revolução e Justiça anunciou que aprovava a saída de Michel Djotodia e apoiava Catherine Samba-Panza, eleita chefe do Estado de transição da República Centro-Africana.
Contudo, sem fonte de renda ou meios de financiamento, o movimento se enfraqueceu a partir de janeiro de 2014. Pouco depois, François Toussaint deixou o grupo após uma disputa com Armel Sayo. Condenado à revelia à prisão perpétua por um assassinato cometido em 2005 e procurado pela Interpol, François Toussaint foi preso em Bouar em 7 de julho pela MISCA e extraditado para a Bélgica em 13 de dezembro.
Armel Sayo foi nomeado Ministro da Juventude e dos Esportes da República Centro-Africana em 22 de agosto de 2014.
Em janeiro de 2018, a Révolution et Justice se torna o primeiro grupo armado a aceitar o desarmamento como parte do programa nacional de desarmamento, desmobilização e reintegração.